# 찌질의 역사 (2025년 드라마)
《찌질의 역사》는 2025년 2월 26일부터 2025 3월 19일까지 Wavve, 왓챠 공개 예정 드라마이다.

## 기획 의도
어느 누구라도 찌질해질 수밖에 없는 사랑과 연애에 대한 이야기를 그린 로맨틱 코미디

## 제작진

### 제작사
- HB엔터테인먼트

### 극본
- 김풍

### 연출
- 김성훈

## 등장 인물

### 주요 인물
- 조병규 : 서민기 역
- 려운 : 노준석 역
- 정재광 : 권기혁 역
- 정용주 : 이광재 역 (아역: 강태웅, 신서우)

### 주변 인물
- 송하윤[2] : 윤설하 역
- 방민아 : 권설하 역
- 이민지 : 오연정 역
- 황보름별 : 최희선 역
- 조윤서 : 소주연 역

### 기타 인물
- 미상 : 술 취한 진상손님 역
- 미상 : 서준석 역
- 정신혜 : 김채영 역
- 김강민 : 이규철 역
- 미상 : 편의점 몰상식한 손님 역
- 김수진 : 권기혁의 엄마 역

## 참고 사항
- 2022년 5월 9일, 드라마 촬영 당시 촬영 차량이 주거지 앞 대문에 위치한 소방차 진입로에 주차를 하거나 촬영으로 인한 통제 및 새벽까지 촬영을 하는등의 민폐행위를 평소에펨코리아를 눈팅만 하던 한 네티즌이 이러한 상황과 몇몇 스태프의 태도에 제대로 열받아서 사이트에 가입까지 하고 사진을 여러장 찍은뒤 유머 게시판에 폭로했다. 이 폭로로 인해 곧바로 언론에 대대적으로 알려지면서 큰 논란과 함께 비판을 받았고 결국, 제작진 측은 다음날인 5월 10일에 해당 네티즌을 포함한 주민들에게 음료수 세트를 돌리며 사과했다고 한다.
- 드라마의 두 주연 배우가 연이어 학교 폭력 관련 의혹에 휩싸이게 되면서, 당초 논의 했던 TV CHOSUN 편성 및 넷플릭스 공개는 무산 되었고, 촬영 종료 후 3년 가량 미편성 상태로 표류하다, 2025년 2월로 Wavve와 왓챠 편성 및 공개가 확정되었다.
- 원작자이자 드라마 집필에도 참여한 김풍은 조병규와 송하윤의 잇단 학폭 논란에 "미치겠다"는 SNS 글을 업로드했다.
- 청주대학교 캠퍼스에서 촬영되었다.